# Tocila, Bârzula
Tocila uneori Tocilă  (în ucraineană Точилове, transliterat: Tociîlove) este un sat în comuna Ananiev din raionul Bârzula, regiunea Odesa, Ucraina.

## Istoric
Conform datelor din 1859 în satul Tocila din ținutul Ananiev, gubernia Herson locuiau 1.180 persoane (576 bărbați și 604 femei), existau 234 de gospodării, și o biserică ortodoxă.
Către 1886 în satul din parohia Handrabura locuiau 1.481 de persoane, în 309 de gospodării, exista aceeași biserică ortodoxă.
În recensământul imperial din 1897 numărul de locuitori a crescut la 2.427 de persoane (1.245 de bărbați și 1.182 de femei), dintre care 2.379 de credință ortodoxă.

## Demografie
Componența lingvistică a comunei Tocila
     Română (92,55%)
     Ucraineană (4,66%)
     Rusă (2,54%)
     Alte limbi (0,08%)
Conform recensământului din 2001, majoritatea populației comunei Tocila era vorbitoare de română (92,55%), existând în minoritate și vorbitori de ucraineană (4,66%) și rusă (2,54%).

## Vezi și
- Românii de la est de Nistru